# Connie Breukhoven

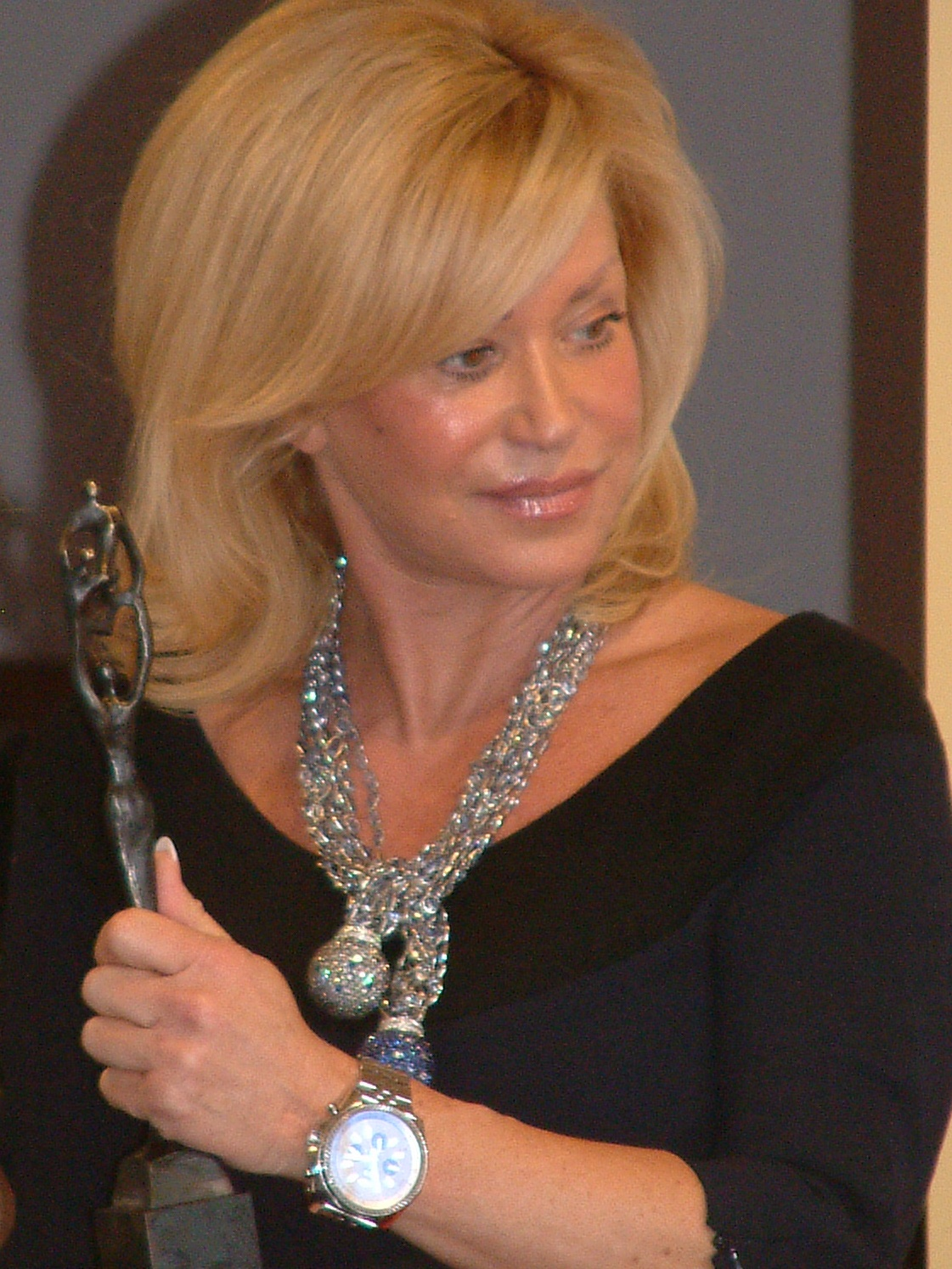
Connie Breukhoven

Cornelia Jacoba Breukhoven-Witteman (* 25. Juli 1951 in Voorburg, Südholland als Cornelia Jacoba Witteman) ist eine niederländische Sängerin, die Anfang der 1980er Jahre unter dem Namen Vanessa bekannt wurde.

## Karriere
Cornelia Jacoba Witteman arbeitete als Fotomodell, bevor sie 1981 unter dem Namen Vanessa ihre erste Single In The Heat Of The Night veröffentlichte, die es in die Top 40 der niederländischen Hitparaden schaffte. Ein Jahr später hatte sie mit dem Discohit Upside Down ihren größten Erfolg: Die Single erreichte Platz 2 der Hitparaden und verkaufte sich über 150.000 Mal. Weitere Top-10-Platzierungen folgten bis 1984, danach ließ der kommerzielle Erfolg nach. Insgesamt konnte sie 11 Singles in den Top-40 der Niederlande platzieren. Mit Just Conny veröffentlichte sie 2010, nun unter dem Namen Conny, ein Jazz-Album.
1982 hatte sie eine Rolle in dem niederländischen Spielfilm De boezemvriend. Es folgten zahlreiche weitere Fernsehauftritte des populären Medienstars. 1984 ließ sie sich für die niederländische Ausgabe des Playboy fotografieren. Ebenso erschienen freizügige Bilder im Penthouse (Dez. 1986). Ihren dritten Ehemann, den Free Record Shop Inhaber Hans Breukhoven († 2017), heiratete sie 1987, die Ehe hielt bis 2009. Ihre Beziehung mit dem Millionär und The Bulldock-Inhaber Henk de Vries wurde Ende 2021 bekannt.
Nach über 20 Jahren Bühnenabstinenz kündigte sie 2024 ein Comeback an. Mit Neuaufnahmen ihrer alten Hits trat sie bei dem Milkshake Festival Amsterdam sowie der Pride Amsterdam auf.

## Diskografie

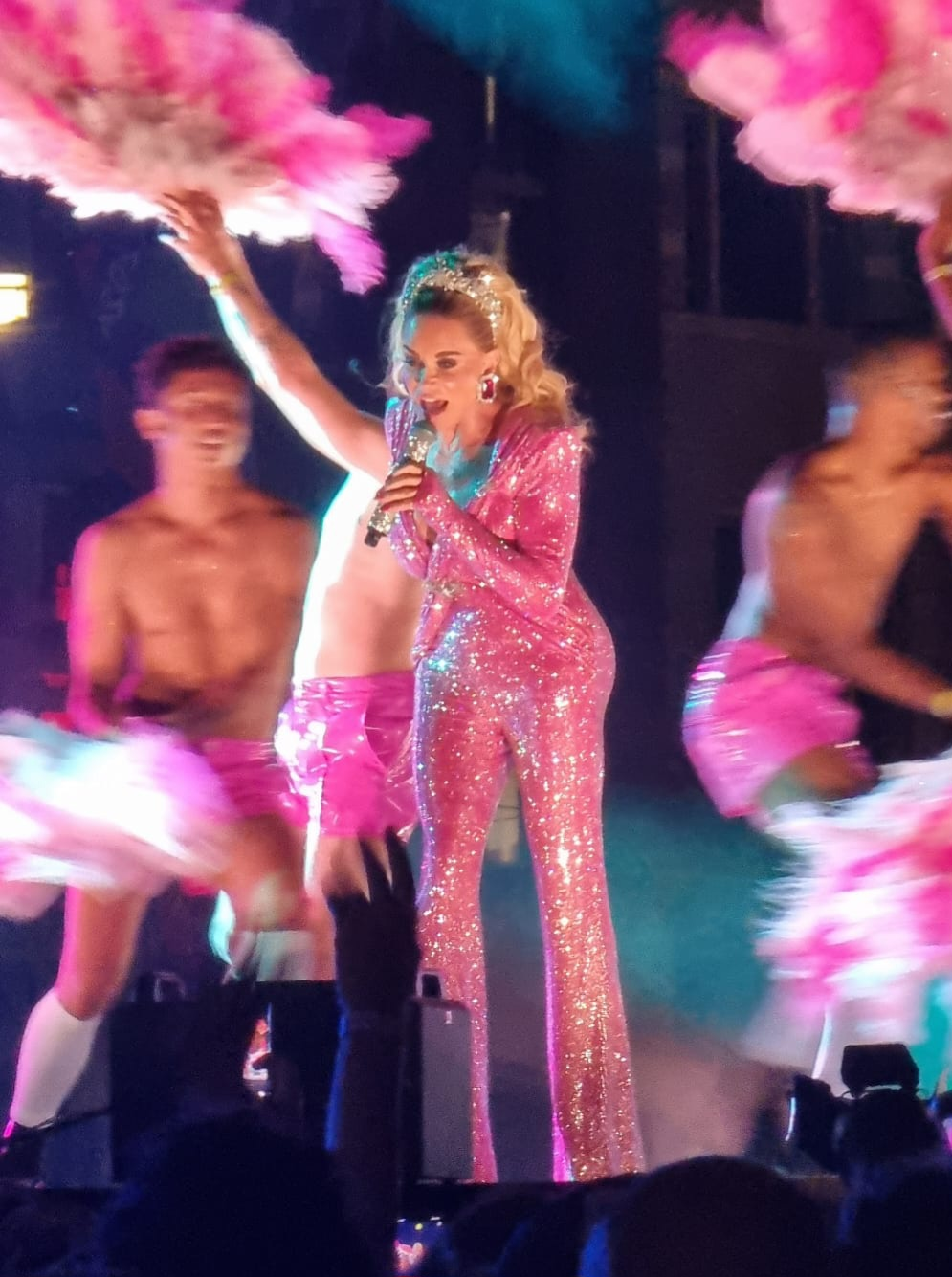
Connie Vanessa Breukhoven, Pride Amsterdam 2024

| Jahr | Titel            | Höchstplatzierung, Gesamtwochen, AuszeichnungChartplatzierungen (Jahr, Titel, Platzierungen, Wochen, Auszeichnungen, Anmerkungen) | Höchstplatzierung, Gesamtwochen, AuszeichnungChartplatzierungen (Jahr, Titel, Platzierungen, Wochen, Auszeichnungen, Anmerkungen) | Anmerkungen |
| Jahr | Titel            | NL | BEF | Anmerkungen |
| ---- | ---------------- | --- | --- | ----------- |
| 1982 | My First Album   | NL43 (2 Wo.)NL | — |             |
| 1984 | Obsession        | — | — |             |
| 1995 | I’m Here for You | — | — |             |
| 2010 | Just Conny       | NL34 (9 Wo.)NL | — |             |

grau schraffiert: keine Chartdaten aus diesem Jahr verfügbar

### Singles
| Jahr | Titel Album                                               | Höchstplatzierung, Gesamtwochen, AuszeichnungChartplatzierungen (Jahr, Titel, Album, Platzierungen, Wochen, Auszeichnungen, Anmerkungen) | Höchstplatzierung, Gesamtwochen, AuszeichnungChartplatzierungen (Jahr, Titel, Album, Platzierungen, Wochen, Auszeichnungen, Anmerkungen) | Anmerkungen                  |
| Jahr | Titel Album                                               | NL | BEF | Anmerkungen                  |
| ---- | --------------------------------------------------------- | --- | --- | ---------------------------- |
| 1981 | In The Heat Of The Night                                  | NL32 (3 Wo.)NL | — |                              |
| 1982 | Upside Down (Dizzy Does It Make Me)                       | NL2 (11 Wo.)NL | BEF2 (12 Wo.)BEF |                              |
| 1982 | Dynamite                                                  | NL7 (9 Wo.)NL | BEF4 (11 Wo.)BEF |                              |
| 1982 | Cheerio                                                   | NL9 (7 Wo.)NL | BEF2 (9 Wo.)BEF |                              |
| 1983 | Hocus Pokus                                               | NL30 (4 Wo.)NL | BEF30 (4 Wo.)BEF |                              |
| 1983 | La Di Da                                                  | NL10 (6 Wo.)NL | BEF18 (6 Wo.)BEF |                              |
| 1984 | Obsession                                                 | NL9 (7 Wo.)NL | BEF5 (8 Wo.)BEF |                              |
| 1984 | Don’t Pull The Trigger On Me                              | NL35 (3 Wo.)NL | — |                              |
| 1985 | Bandolero                                                 | NL34 (3 Wo.)NL | — |                              |
| 1987 | Hava nagila                                               | NL75 (5 Wo.)NL | — |                              |
| 1995 | Candlelight                                               | NL31 (4 Wo.)NL | — | mit David McWilliams         |
| 1995 | Lidia                                                     | NL38 (2 Wo.)NL | — |                              |
| 2002 | Now You Say Nothing At All                                | NL18 (6 Wo.)NL | — |                              |
| 2012 | Upside Down (Dizzy Does It Make Me) - The Checksums Remix | NL95 (1 Wo.)NL | — | Nils van Zandt feat. Vanessa |